# 순천왕조초등학교
순천왕조초등학교는 대한민국 전라남도 순천시 조례동에 있는 공립 초등학교이다.

## 학교 연혁
- 2020. 03. 01.	13학급, 282명
- 2020. 02. 07.	제25회 66명 졸업(총 3,610명)
- 2018. 09. 01.	제11대 이성금 교장 부임
- 2007. 02. 12.	다목적강당 완공
- 2001. 03. 01.	봉화초등학교 분리
- 1998. 03. 01.	비봉초등학교 분리
- 1996. 03. 01.	순천왕조초등학교로 개칭
- 1995. 03. 30.	개교 기념식
- 1995. 03. 01.	순천왕조국민학교 개교

## 학교 상징
- 우리 학교 색 : 노란색 - 밝고 명랑함
- 우리 학교 꽃 : 진달래 - 아름다운 품성
- 우리 학교 나무 : 소나무 - 굳건한 기상

## 참고 자료
- 순천왕조초등학교 - 한국교육학술정보원 학교알리미